# Jerome Richardson
Jerome Richardson (25. prosince 1920 – 23. června 2000) byl americký jazzový saxofonista a flétnista. Na saxofon začal hrát v osmi letech a profesionálně poprvé vystupoval o šest let později. Následně hudbu studoval na San Francisco State College a roku 1954 se usadil v New Yorku. Během své kariéry spolupracoval s desítkami hudebníků, mezi něž patří například Jimmy Heath, Kai Winding, Randy Weston, Oscar Pettiford a Shirley Scott.